# V-21 (Spanje)

De V-21

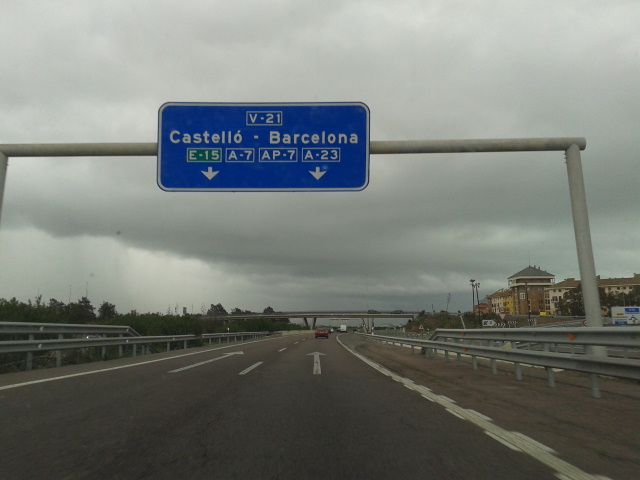
De V-21

De V-21 of Autovía de Puzol is een autovía in Valencia. De twintig kilometer lange snelweg vormt de noordelijke toegang tot Valencia vanaf de A-7.